# Гальванотехніка

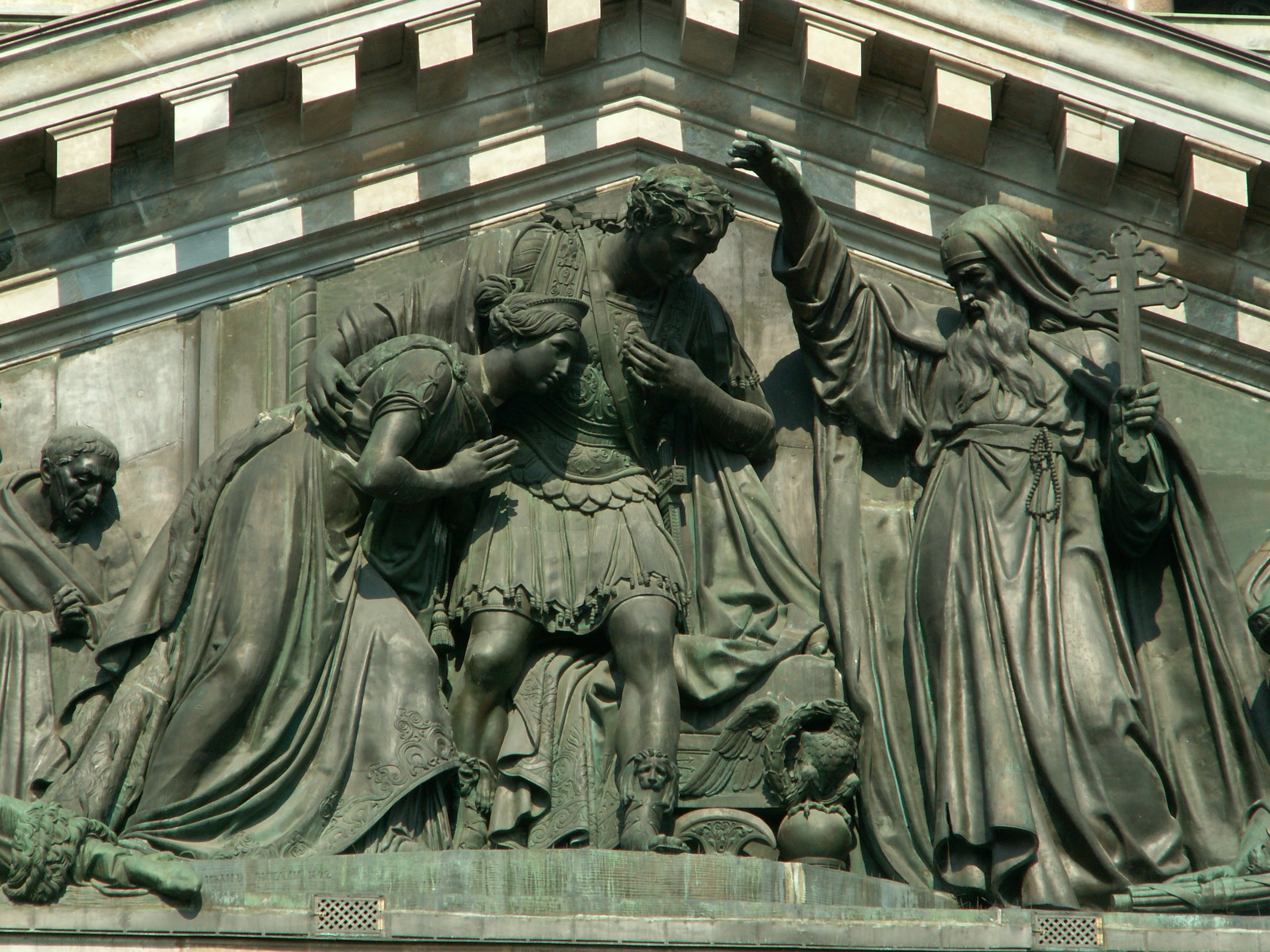
Гальванопластичні скульптури на Ісаакіївському соборі у Санкт-Петербурзі

Гальва́ноте́хніка — розділ прикладної електрохімії, що описує фізичні та електрохімічні процеси, що відбуваються при осадженні катіонів металів на будь-якому вигляді катода.
Гальванотехніка — набір технологічних прийомів, режимних параметрів і устаткування, яке застосовується при електрохімічному осадженні яких-небудь металів на заданій підкладці.
Гальванотехніка підрозділяється на гальваностегію і гальванопластику. Гальванопластика — процес осадження металу на формі, що дозволяє створювати ідеальні копії вихідного предмета.
Гальванопластика - електрохімічний спосіб копіювання (одержання точних копій виробів). Широко використовується в техніці при виготовленні матриць в поліграфії, прес-форм для пресування грамплатівок тощо Цим способом виготовляють металеві сітки, ювелірні вироби, копії скульптур, гравюр, деталі складної конфігурації. Спосіб відрізняється виключно високою точністю відтворення рельєфу вироби.
Гальваностегія — електрохімічний процес покриття одного металу іншим, більш стійким в механічному і хімічному відношенні, наприклад, сталеві деталі покривають хромом, нікелем; мідні — нікелем, сріблом або іншими металами.